# Jakob Ginzel
Jakob Ginzel, křtěný Jacob Wenceslaus (14. července 1792, Liberec – 31. března 1862 Liberec), byl český malíř a kreslíř. Maloval zejména portréty, obrazy s náboženskou tematikou, žánry a betlémy, štafíroval oltáře. Kreslil knižní ilustrace.

## Život a dílo
Jakob Ginzel se narodil v rodině truhláře Franze Ginzela a jeho manželky Kateřiny, rozené Ludwigové. Nejprve se vyučil truhlářem v dílně svého otcea. Malířem, řezbářem a rytcem byl jeho mladší, předčasně zemřelý bratr Franz Ginzel (1794–1827) a těmto disciplínám se věnovali i Jakubovi synové Hubert, Moritz a dcera Kateřina.  
V letech 1814 – 1817 studoval Jakob malbu na pražské Akademii u Josefa Berglera. Od roku 1818 působil jako malíř ve svém rodném městě a v Drážďanech. Těžištěm jeho tvorby byly portréty, zejména významných měšťanů a bohatých podnikatelů z Liberce a z Jablonce nad Nisou, je jich evidováno véce než 400. Svou dekorativní malbou (tzv. štafírováním) zdobil též vyřezávanou oltářní architekturu a kazatelny. Namaloval řadu obrazů s náboženskou tematikou, zejména oltářní obrazy do severočeských kostelů (kostel svatého Vavřince v Dlouhém Mostě, kostel svatého Jakuba apoštola ve Václavicích, kostel Nejsvětější Trojice ve Vratislavicích nad Nisou aj.).
Proslavil se především prostřednictvím různých malovaných betlémů, až do roku 1827 je vytvářel s pomocí svého bratra Franze, který vyráběl architektonické části, pohonné mechanismy a podlepoval a zpevňoval jednotlivé figury dřevem. Dále dělal kresebné návrhy pro litografické vystřihovací betlémy, které se na dřevěné (později překližkové) figury nalepovaly. Betlémy z jejich dílny se spolu s těmi, které vytvořil jeho současník a přítel, malíř a grafik Josef Führich, zapsaly do dějin severočeského betlémářství v oblasti Jizerských hor.
V roce 1839 se Jakob Ginzel s manželkou Johannou a syny Hubertem (̈*1821) a Moritzem (̈*1825) přestěhoval do Prahy. Začal kreslit ilustrace do časopisů a knih, spolupracoval s vydavatelem Josefem Rudlem. V Praze na Novém Městě si také otevřel malířskou a kreslířskou školu (Zeichnerlehranstalt), na níž vyučoval především kopírování akademických předloh, také své děti. Syn Hubert se v té době již tituloval Akademik.  Po nevalném úspěchu školy a pro nedostatek výtvarných zakázek se vrátil do Liberce, kde znovu otevřel svůj ateliér. K jeho nejvýznamnějším dílům patří dioráma Betléma z roku 1853.
Zemřel v Liberci v roce 1862 ve věku 69 let.

### Zastoupení ve sbírkách
- Oblastní galerie v Liberci
- Severočeská galerie výtvarného umění v Litoměřicích
- Národní muzeum v Praze (olejomalba Poprsí starce)
- Moravská galerie v Brně[8]

### Výstavy
- 1841 Liberecː pětičlenná rodina Ginzelů byla na kolektivní dobročinné výstavě zastoupena 13 obrazy a kresbami. Dávají představu o Jakobově repertoáru i o výuce na jeho školeː Jakob vystavil své kopie Madony podle Raffaela, Hlavu muže podle Carracciho a Ecce homo podle Corregia. Syn Hubert představil sedm studií, mj. zátiší s květinami i zátiší s ovocem, sestra Kateřina malovala květiny. Nejvýznamnější z rodiny, tehdy již zesnulý Franz Ginzel byl zastoupen olejomalbou ukřižovaného Krista.[9] Oba synové zemřeli na prahu dospělosti.

- 1992 Jacob Ginzel (1792-1862): Obrazy a kresby (výstava obrazů a kreseb k 200. výročí narození), Oblastní galerie v Liberci

## Galerie

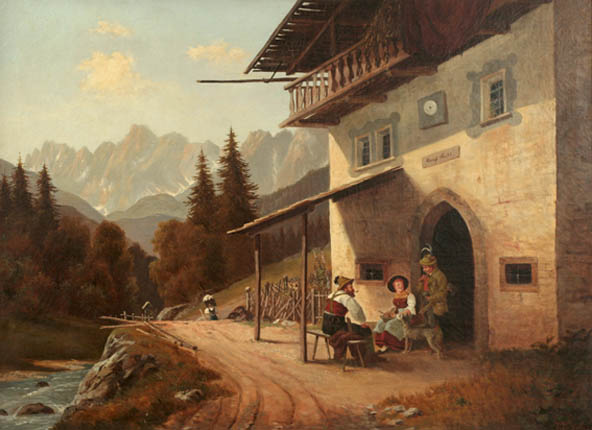
Rozhovor před chalupou (před 1862)
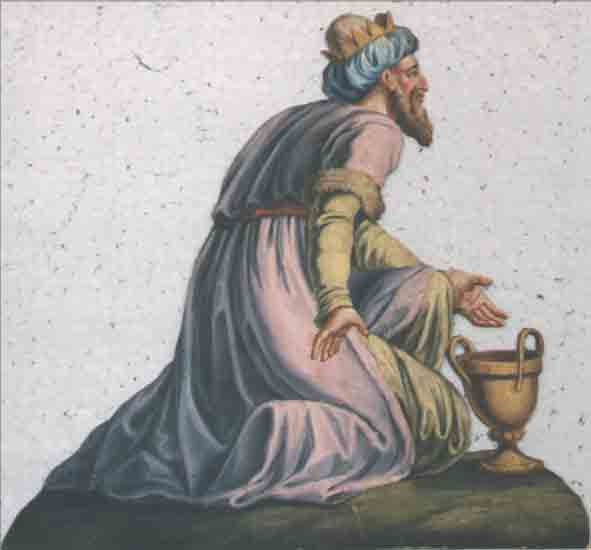
Papírová figurka z vystřihovacího betléma
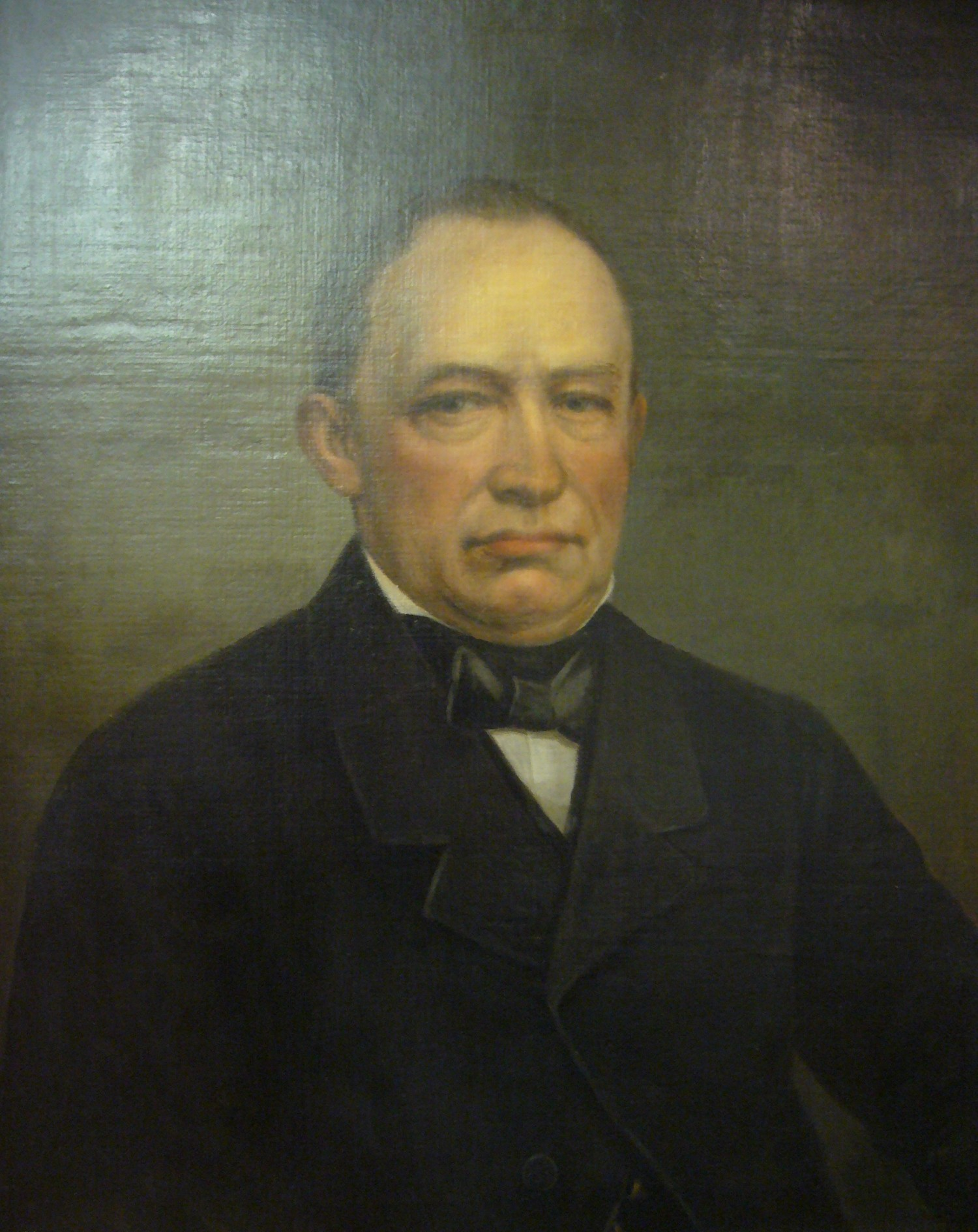
Portrét muže
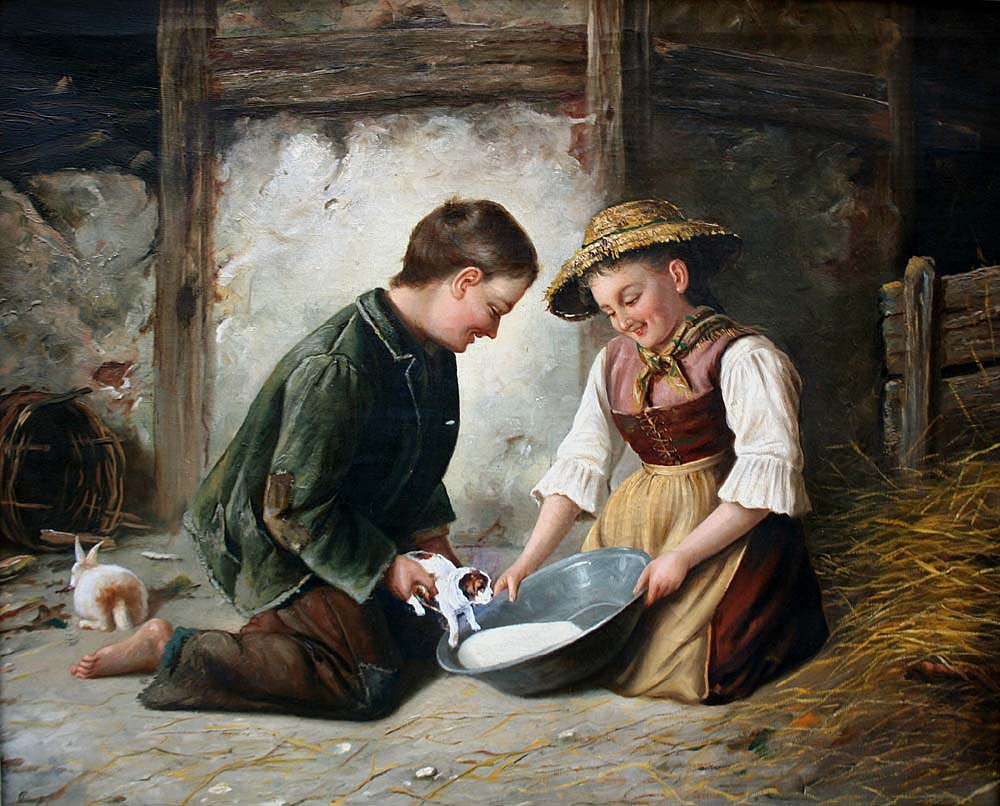
Venkovské děti hrající si se štěnětem